# Dea Herdželaš
Dea Herdželaš (* 7. November 1996 in Sarajevo) ist eine bosnische Tennisspielerin.

## Karriere
Herdželaš, die am liebsten auf Hartplätzen spielt, begann im Alter von sieben Jahren mit dem Tennis.
Sie gewann während ihrer Karriere bisher neun Einzel- und sieben Doppeltitel auf der ITF Women’s World Tennis Tour.
2018 gewann sie die Silbermedaille im Doppel bei den Mittelmeerspielen in Tarragona, mit Nefisa Berberović als Doppelpartnerin. Im Finale verloren sie gegen Başak Eraydın/İpek Öz mit 6:0, 3:6 und [10:12]. Im Einzel verlor sie im Achtelfinale gegen Lucia Bronzetti mit 4:6 und 1:6.
Herdželaš spielt seit 2013 für die bosnisch-herzegowinischen Fed-Cup-Mannschaft, wo sie bei 26 Matches bislang achtmal siegreich war, davon je viermal im Einzel und Doppel.

## Turniersiege

### Einzel
| Nr. | Datum             | Turnier             | Kategorie   | Belag             | Finalgegnerin       | Ergebnis         |
| --- | ----------------- | ------------------- | ----------- | ----------------- | ------------------- | ---------------- |
| 1.  | 7. September 2014 | Belgrad             | ITF $10.000 | Sand              | Nina Alibalić       | 6:2, 6:2         |
| 2.  | 7. Dezember 2014  | Sousse              | ITF $10.000 | Hartplatz         | Martina Caregaro    | 6:74, 6:2, 6:1   |
| 3.  | 15. August 2015   | Tunis               | ITF $10.000 | Sand              | Jelena Simić        | 3:6, 7:66, 6:3   |
| 4.  | 9. Oktober 2016   | Scharm asch-Schaich | ITF $10.000 | Hartplatz         | Anna Morgina        | 6:1, 7:65        |
| 5.  | 30. April 2017    | Kairo               | ITF $15.000 | Sand              | Irina Fetecău       | 6:3, 6:1         |
| 6.  | 28. Februar 2021  | Antalya             | ITF W15     | Sand              | Nuria Brancaccio    | 61:7, 6:2, 7:5   |
| 7.  | 23. Mai 2021      | Šibenik             | ITF W15     | Sand              | Darja Viďmanová     | 6:2, 3:6, 6:4    |
| 8.  | 12. Juni 2021     | Vilnius             | ITF W15     | Hartplatz (Halle) | Anschelika Issajewa | 6:2, 4:0 Aufgabe |
| 9.  | 17. Oktober 2021  | Lima                | ITF W25     | Sand              | Katharina Gerlach   | 6:2, 6:2         |

### Doppel
| Nr. | Datum              | Turnier        | Kategorie   | Belag             | Partnerin            | Finalgegnerinnen                      | Ergebnis         |
| --- | ------------------ | -------------- | ----------- | ----------------- | -------------------- | ------------------------------------- | ---------------- |
| 1.  | 4. Oktober 2013    | Solin          | ITF $10.000 | Sand              | Barbara Kötelesová   | Gabriela Pantůčková Dominika Paterová | 7:64, 6:3        |
| 2.  | 12. September 2014 | Vrnjačka Banja | ITF $10.000 | Sand              | Nina Stojanović      | Darja Lodikowa Kateryna Sliusar       | 6:3, 6:0         |
| 3.  | 1. August 2015     | Savitaipale    | ITF $10.000 | Sand              | Rosalie van der Hoek | Nora Niedmers Hélène Scholsen         | 7:63, 7:5        |
| 4.  | 1. Dezember 2017   | Indore         | ITF $15.000 | Hartplatz         | Hsu Ching-wen        | Albina Xabibulina Xenija Palkina      | 6:2, 6:1         |
| 5.  | 18. Februar 2018   | Antalya        | ITF $15.000 | Hartplatz         | Ekaterine Gorgodze   | Martina Caregaro Federica Di Sarra    | 6:2, 6:4         |
| 6.  | 3. März 2018       | Antalya        | ITF $15.000 | Sand              | Ágnes Bukta          | Amina Anschba Anastassija Wassyljewa  | 6:3, 6:3         |
| 7.  | 4. März 2023       | Bengaluru      | ITF W25     | Hartplatz (Halle) | Eden Silva           | Francisca Jorge Matilde Jorge         | 3:6, 6:4, [10:7] |